# Paola Caselli
Paola Caselli (* 26. Juli 1966 in Follonica) ist eine italienische Astrophysikerin. Seit 2014 ist sie Direktorin am Max-Planck-Institut für extraterrestrische Physik in Garching bei München. 

## Wirken
Caselli studierte Physik und Astronomie an der Universität Bologna und machte dann einen Ph.D. über die Nicht-thermische Verbreiterung der Moleküllinien und chemische Prozesse in Sternentstehungsgebieten und verbrachte ein Gastsemester an der Ohio State University. Nach Stellen als Fellow und Gastwissenschaftlerin am Harvard-Smithsonian Center for Astrophysics, Cambridge University, der Universität Leeds, der Universität von Kalifornien in Berkeley und der Harvard-Universität ist sie seit 2007 Professorin für Astronomie und war zwischen 2009 und 2011 Leiterin der Astrophysikgruppe an der Universität Leeds. Seit 2012 ist sie Ehrenprofessorin an der Universität von Florida und seit 2014 Honorarprofessorin an der Ludwig-Maximilians-Universität München. 
Caselli forscht zur Entstehung von Sternen und Planeten, zur Astrochemie und molekularer Spektroskopie. Seit 2014 ist sie Wissenschaftliches Mitglied der Max-Planck-Gesellschaft und Direktorin am Max-Planck-Institut für extraterrestrische Physik.
2025 wurde sie Mitglied der Academia Europaea und mit der Karl-Schwarzschild-Medaille ausgezeichnet.